# 危険な思想家
『危険な思想家』（きけんなしそうか）は、1965年3月に山田宗睦が著した書籍。当時のベストセラーシリーズのカッパ・ブックスから発売された。売上部数は発売4週間以内で11万部、5月に14万部、年末には20万部を突破した。『危険な思想家』の刊行年の大学祭・学園祭では山田に講演依頼が殺到し、同書は大衆インテリ（大学生など）の間で保守派知識人攻撃のバイブルとなった。

## 概略
山田がこの書物を書いた目的は以下である。
進歩的文化人による保守派知識人批判がされたのは、60年安保後の論壇・社会の思潮の変化（保守化）に対する焦り・危機感によるものである。それ以前は論壇では進歩派の勢力が圧倒的で、少数派の保守派から攻撃されるのが進歩的文化人であったが、本書は進歩的文化人による本格的な保守派知識人批判の嚆矢であった。本書の中身より、刊行それ自体が事件であるとされる所以である。戦後の論壇・社会におけるエポックメーキングな出来事であるため、呉智英と坪内祐三は、戦後の論壇の代表的50冊の1冊に選定している。

## 「告発」された人々
当初は林健太郎と福田恆存の予定であったが、江藤淳と高坂正堯に変更された。
- 竹山道雄（ドイツ文学）[6]
- 天野貞祐（哲学）などの「心」グループ[7]
- 林房雄（作家）[8]
- 三島由紀夫（作家）[9]
- 石原慎太郎（作家）[10]
- 江藤淳（評論家）[11]
- 高坂正堯（国際政治学）[12]
- 山岡荘八（作家）[13]
- 大熊信行（経済学）[14]

## 推薦文
以下の人物が推薦文を寄稿している。
- 長洲一二（私も微力ながら、彼の戦列にはせ参じたい）、この推薦文を林房雄は「興奮している」と評している[15]。
- 久野収（ここには彼の血がほとばしっている）、この推薦文を林房雄は「外科医的讃辞を書いている」と評している[15]。
- 鶴見俊輔（この本はあくまで今の時代に肉薄し、重大な警告を発している）、この推薦文を林房雄は「警告している」と評している[15]。
- 日高六郎（この本は成功した第一号だ）、この推薦文を林房雄は「人工衛星的ほめ方」と評している[15]。
- 家永三郎（熱情をかたむけたこの告発に声援を送る）、この推薦文を林房雄は「応援団長を買って出ている」と評している[15]。

## その後
- 批判された江藤淳は、「思想はもともと危険なものであり、安全な思想家とはどういう存在だ」と反論し[16]、同じく批判された林房雄は、「いかにもジャーナリストらしい文章で中傷記事をならべただけのつまらない本」と反論した[15]。
- 吉本隆明からは、山田宗睦は自分たちのネットワークを壊し孤立させようとしている学者を告発しているにすぎないと批判されている[1]。

- 竹内洋は、「斬る」「賭ける」「告発する」という扇動的な文体、「維新100年が勝つか、戦後20年が勝つか」という単純な二項対立図式、文学に対する粗笨な論評などスキャンダルジャーナリズムと酷評され、右派左派から返り討ちにされた、と論評している[1]。
- 山田本人はその後、自らその単純さを認め、「今から思えば『危険な思想家』など先が見えぬまま書いた恥ずかしい本でしてね」と述懐した[17]。